# Jeff Shantz
 Jeff Shantz (né le 10 octobre 1973 à Duchess, dans la province de l'Alberta au Canada) est un joueur professionnel canadien de hockey sur glace.

## Carrière
Jeff Shantz est sélectionné par les Blackhawks de Chicago au second tour, en 36e position du repêchage d'entrée 1992 de la Ligue nationale de hockey (LNH). Il participe à son premier match de LNH pendant la saison 1993-1994 lors de laquelle, il marque ses trois premiers buts en 52 parties de la saison régulière. Après une période entre la LNH avec les Blackhawks et en LIH  avec l'Ice d'Indianapolis, il devient dès la saison 1993-1994 l’un des cadres des Blackhawks. 
En 1998, il rejoint les Flames de Calgary, jouant également pour leur équipe ferme, les Flames de Saint-Jean. En octobre 2002, il est échangé, avec Derek Morris and Dean McAmmond, par les Flames, contre Chris Drury and Stephane Yelle de l'Avalanche du Colorado. Shantz ne reste qu’une seule saison dans le Colorado avant de rejoindre l’Europe en 2003. En LNH, Shantz a joué 642 parties en saison régulières pour les Blackhawks de Chicago, les Flames de Calgary et l'Avalanche du Colorado, marquant 72 buts et 139 aides pour 211 points et 341 minutes de pénalité. Il également joué 44 parties de séries éliminatoires, marquant 5 buts et 8 assists pour 13 points et 24 minutes de pénalité.
En 2003, il signe aux Langnau Tigers en LNA suisse. Les Tigers terminent douzième sur treize équipes lors de la saison régulière. Shantz est le meilleur pointeur de l'équipe avec 45 points dont 27 assistances et les Tigers, troisième du tour de relégation, se maintiennent en LNA. Après le maintien et la fin de saison pour Langnau, il renforce le champion de LNB, le HC Bienne qui essaie d’accéder sans succès à la LNA dans un barrage contre le Lausanne HC. La saison suivante, il contribue largement au nouveau maintien des Tigers en séries éliminatoires contre Fribourg-Gottéron. Une fois la saison des Tigers terminée, il rejoint Gottéron qui doit poursuivre sa série contre la relégation face au Lausanne HC. Dans ce duel, il est accusé d’avoir chargé irrégulièrement Eric Landry . Le Lausanne HC est ensuite accusé d’avoir retouché des photographies livrées à la presse afin d'exagérer la gravité des blessures, et Shantz est autorisé à poursuivre la série, Fribourg éliminant le Lausanne HC qui est finalement relégué en fin de saison.
Shantz signe ensuite pour la saison 2005-2006 à l’Adler Mannheim . Il y reste trois saisons, devenant champion d’Allemagne lors de la saison 2006-2007. 
Le 5 mai 2008, l’EC Klagenfurt AC annonce la signature de Jeff Shantz pour une saison. Champion en 2009 pour sa première saison en Autriche, Shantz termine sa carrière avec le KAC au terme de la 2010-2011.

## Statistiques

### En club
| Saison     | Équipe                | Ligue      |     | Saison régulière | Saison régulière | Saison régulière | Saison régulière | Saison régulière |   | Séries éliminatoires | Séries éliminatoires | Séries éliminatoires | Séries éliminatoires | Séries éliminatoires |
| Saison     | Équipe                | Ligue      | PJ  | B                | A                | Pts              | Pun              | PJ               | B | A                    | Pts                  | Pun                  |                      |                      |
| 1990-1991  | Pats de Regina        | LHOu       | 69  | 16               | 21               | 37               | 22               | 8                | 2 | 2                    | 4                    | 2                    |                      |                      |
| 1991-1992  | Pats de Regina        | LHOu       | 72  | 39               | 50               | 89               | 75               | -                | - | -                    | -                    | -                    |                      |                      |
| 1992-1993  | Pats de Regina        | LHOu       | 64  | 29               | 54               | 83               | 75               | 13               | 2 | 12                   | 14                   | 14                   |                      |                      |
| 1993-1994  | Ice d'Indianapolis    | LIH        | 19  | 5                | 9                | 14               | 20               | -                | - | -                    | -                    | -                    |                      |                      |
| 1993-1994  | Blackhawks de Chicago | LNH        | 52  | 3                | 13               | 16               | 30               | 6                | 0 | 0                    | 0                    | 6                    |                      |                      |
| 1994-1995  | Ice d'Indianapolis    | LIH        | 32  | 9                | 15               | 24               | 20               | -                | - | -                    | -                    | -                    |                      |                      |
| 1994-1995  | Blackhawks de Chicago | LNH        | 45  | 6                | 12               | 18               | 33               | 16               | 3 | 1                    | 4                    | 2                    |                      |                      |
| 1995-1996  | Blackhawks de Chicago | LNH        | 78  | 6                | 14               | 20               | 24               | 10               | 2 | 3                    | 5                    | 6                    |                      |                      |
| 1996-1997  | Blackhawks de Chicago | LNH        | 69  | 9                | 21               | 30               | 28               | 6                | 0 | 4                    | 4                    | 6                    |                      |                      |
| 1997-1998  | Blackhawks de Chicago | LNH        | 61  | 11               | 20               | 31               | 36               | -                | - | -                    | -                    | -                    |                      |                      |
| 1998-1999  | Blackhawks de Chicago | LNH        | 7   | 1                | 0                | 1                | 4                | -                | - | -                    | -                    | -                    |                      |                      |
| 1998-1999  | Flames de Calgary     | LNH        | 69  | 12               | 17               | 29               | 40               | -                | - | -                    | -                    | -                    |                      |                      |
| 1999-2000  | Flames de Calgary     | LNH        | 74  | 13               | 18               | 31               | 30               | -                | - | -                    | -                    | -                    |                      |                      |
| 2000-2001  | Flames de Calgary     | LNH        | 73  | 5                | 15               | 20               | 58               | -                | - | -                    | -                    | -                    |                      |                      |
| 2001-2002  | Flames de Calgary     | LNH        | 40  | 3                | 3                | 6                | 23               | -                | - | -                    | -                    | -                    |                      |                      |
| 2001-2002  | Flames de Saint-Jean  | LAH        | 2   | 0                | 1                | 1                | 0                | -                | - | -                    | -                    | -                    |                      |                      |
| 2002-2003  | Avalanche du Colorado | LNH        | 74  | 3                | 6                | 9                | 35               | 6                | 0 | 0                    | 0                    | 4                    |                      |                      |
| 2003-2004  | SC Langnau Tigers     | LNA        | 74  | 3                | 6                | 9                | 35               | 6                | 0 | 0                    | 0                    | 4                    |                      |                      |
| 2003-2004  | HC Bienne             | LNB        | -   | -                | -                | -                | -                | 4                | 1 | 0                    | 1                    | 4                    |                      |                      |
| 2004-2005  | SC Langnau Tigers     | LNA        | 43  | 9                | 19               | 28               | 98               | 6                | 0 | 4                    | 4                    | 35                   |                      |                      |
| 2004-2005  | Fribourg-Gottéron     | LNA        | -   | -                | -                | -                | -                | 5                | 1 | 5                    | 6                    | 8                    |                      |                      |
| 2005-2006  | Adler Mannheim        | DEL        | 52  | 18               | 20               | 38               | 72               | -                | - | -                    | -                    | -                    |                      |                      |
| 2006-2007  | Adler Mannheim        | DEL        | 36  | 7                | 19               | 26               | 64               | 11               | 7 | 0                    | 7                    | 14                   |                      |                      |
| 2007-2008  | Adler Mannheim        | DEL        | 45  | 8                | 18               | 26               | 64               | 5                | 0 | 1                    | 1                    | 4                    |                      |                      |
| 2008-2009  | Klagenfurt AC         | EBEL       | 53  | 17               | 31               | 48               | 78               | 13               | 2 | 2                    | 4                    | 8                    |                      |                      |
| 2009-2010  | Klagenfurt AC         | EBEL       | 41  | 6                | 26               | 32               | 78               | 7                | 2 | 2                    | 4                    | 8                    |                      |                      |
| 2010-2011  | Klagenfurt AC         | EBEL       | 50  | 16               | 19               | 35               | 100              | 5                | 2 | 4                    | 6                    | 6                    |                      |                      |
| Totaux LNH | Totaux LNH            | Totaux LNH | 642 | 72               | 139              | 211              | 341              | 44               | 5 | 8                    | 13                   | 24                   |                      |                      |

### En équipe nationale
| Année | Équipe | Compétition                 |   | PJ | B | A | Pts | Pun           |  | Résultat |
| 1993  | Canada | Championnat du monde junior | 7 | 2  | 4 | 6 | 2   | Médaillé d'or |  |          |
| 2004  | Canada | Championnat du monde        | - | -  | - | - | -   | Médaille d'or |  |          |

## Trophées et honneurs personnels
- médaillé d'or au championnat du monde junior 1993
- champion d’Allemagne en 2006-2007 avec l’Adler Mannheim
- champion d’Autriche en 2008-2009 avec l’EC Klagenfurt AC